# 2 Die 4
2 Die 4 – singel szwedzkiej piosenkarki Tove Lo. Singel został wydany 27 lipca 2022.
Kompozycja znalazła się na 19. miejscu listy Sverigetopplistan, najczęściej odtwarzanych utworów w Szwecji oraz na 4. miejscu listy AirPlay – Top, najczęściej odtwarzanych utworów w polskich rozgłośniach radiowych. Piosenka dotarła także do pierwszej dziesiątki notowań w Bułgarii, Macedonii Północnej, Rosji i Serbii.

## Powstanie utworu i historia wydania
Utwór skomponowali Gershon Kingsley, Oscar Görres, i Tove Lo.
Singel ukazał się w formacie digital download 27 lipca 2022 globalnie za pośrednictwem wytwórni Pretty Swede Records i mtheory.

## „2 Die 4” w stacjach radiowych
Nagranie było notowane na 4. miejscu w zestawieniu AirPlay – Top, najczęściej odtwarzanych utworów w polskich rozgłośniach radiowych. Utwór dotarł także do 5. miejsca w Bułgarii, 4. w Macedonii Północnej, 37. w Norwegii, 7. w Rosji, 8. w Serbii, 19. w Szwecji i 9. we Wspólnocie Niepodległych Państw.

## Teledysk
Do utworu powstały dwa teledyski, pierwszy wydany w dzień premiery 27 lipca 2022 w reżyserii Kenniego Laubbachera, który udostępniono za pośrednictwem serwisu YouTube. Drugi teledysk w reżyserii Anny-Lisy Himmy opublikowano 30 sierpnia 2022 także w tym samym serwisie

## Lista utworów
- Digital download[2]

1. „2 Die 4” – 3:05

## Notowania

### Pozycje na listach airplay
| Kraj               | Lista (2022–2025)          | Najwyższa pozycja |
| ------------------ | -------------------------- | ----------------- |
| Białoruś           | Tophit Radio Hits          | 20                |
| Bułgaria           | Prophon                    | 5                 |
| Chorwacja          | ARC 100                    | 15                |
| Dania              | Radiomonitor               | 10                |
| Estonia            | Tophit Radio Hits          | 56                |
| Kazachstan         | Tophit Radio Hits          | 34                |
| Litwa              | Tophit Radio Hits          | 26                |
| Luksemburg         | Luxembourg Airplay Top 100 | 34                |
| Łotwa              | EHR Top 40                 | 24                |
| Macedonia Północna | Radiomonitor               | 4                 |
| Norwegia           | VG-lista                   | 37                |
| Polska             | AirPlay – Top              | 4                 |
| Polska             | AirPlay – Największe skoki | 5                 |
| Rosja              | Tophit Radio Hits          | 7                 |
| Serbia             | Radiomonitor               | 3                 |
| Słowenia           | Radiomonitor               | 13                |
| Szwecja            | Sverigetopplistan          | 19                |
| Ukraina            | Tophit Radio Hits          | 102               |
| WNP                | Tophit Radio Hits          | 9                 |